# Skylar Mays
Skylar Justin Mays (Baton Rouge, Luisiana, 5 de septiembre de 1997) es un baloncestista estadounidense que pertenece a la plantilla del KK Budućnost Podgorica de la ABA Liga. Con 1,91 metros de estatura, juega en la posición de base o escolta.

## Trayectoria deportiva

### Universidad

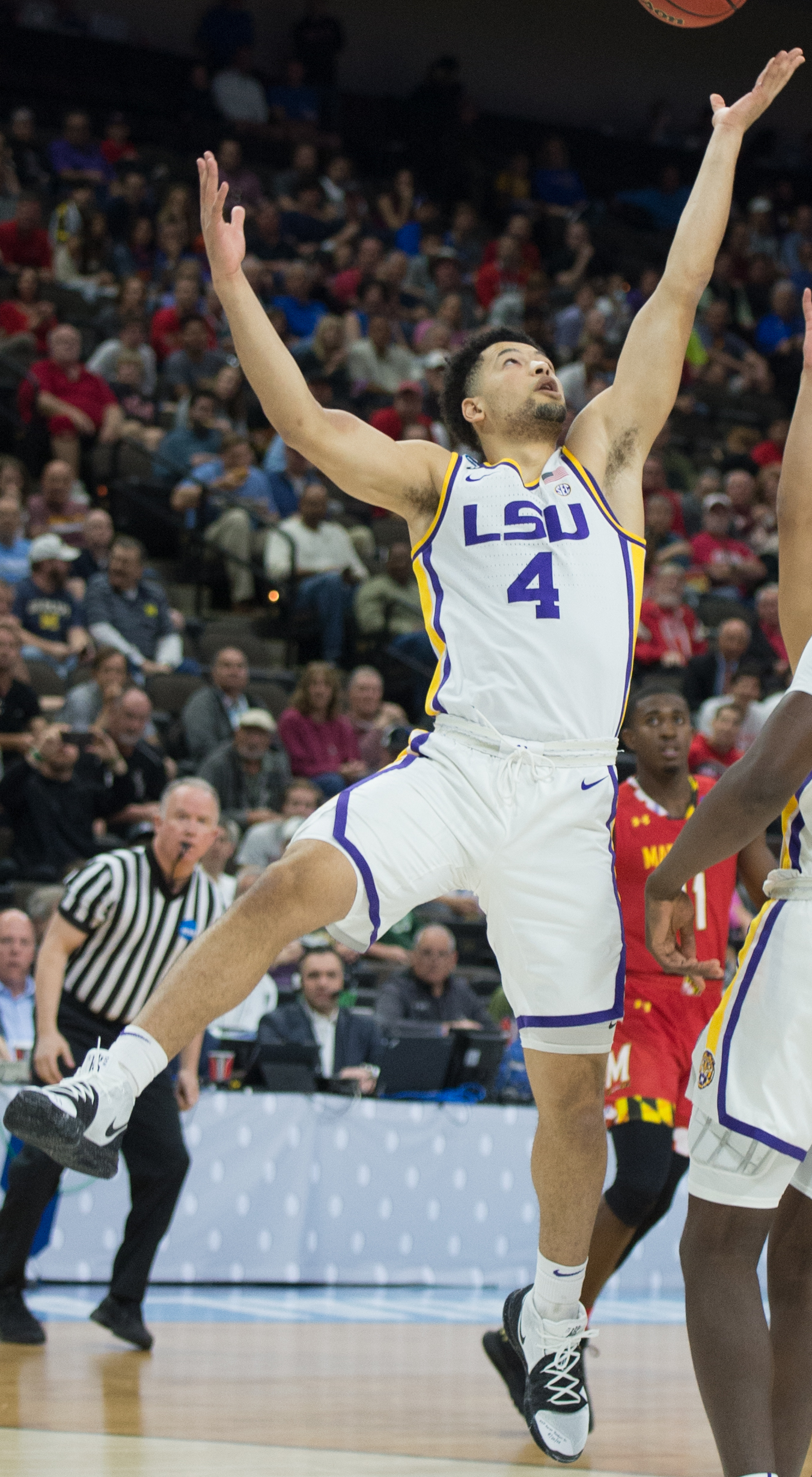
Skylar Mays con LSU en 2019.

Jugó cuatro temporadas con los Tigers de la Universidad Estatal de Luisiana, en las que promedió 12,4 puntos, 3,6 rebotes, 2,9 asistencias y 1,6 robos de balón por partido. En 2019 fue incluido por los entrenadores en el segundo mejor quinteto de la Southeastern Conference, mientras que al año siguiente lo fue en el primero. Fue además elegido All-American académico del año, galardón que se otorga al mejor deportista que destaca además en el aspecto académico.

#### Estadísticas
| Año     | Equipo | PJ  | PT  | MPP  | %TC  | %3P  | %TL  | RPP | APP | ROB | TPP | PPP  |
| ------- | ------ | --- | --- | ---- | ---- | ---- | ---- | --- | --- | --- | --- | ---- |
| 2016–17 | LSU    | 31  | 25  | 22.9 | .411 | .328 | .812 | 2.2 | 3.6 | 1.3 | .1  | 8.3  |
| 2017–18 | LSU    | 33  | 30  | 31.1 | .443 | .351 | .837 | 4.0 | 2.9 | 1.6 | .2  | 11.3 |
| 2018–19 | LSU    | 35  | 35  | 33.1 | .421 | .313 | .860 | 3.3 | 2.1 | 1.9 | .2  | 13.4 |
| 2019–20 | LSU    | 31  | 31  | 34.4 | .491 | .394 | .854 | 5.0 | 3.2 | 1.8 | .2  | 16.7 |
| Total   | Total  | 130 | 121 | 30.5 | .445 | .345 | .845 | 3.6 | 2.9 | 1.6 | .2  | 12.4 |

### Profesional
Fue elegido en la quincuagésima posición del Draft de la NBA de 2020 por los Atlanta Hawks. El 24 de noviembre firmó un contrato dual que le permite jugar también en su filial de la G League, los College Park Skyhawks.
En su segunda temporada, el 7 de abril de 2022, renueva con un contrato estándar con los Hawks.
El 10 de octubre de 2022 firma con Philadelphia 76ers, pero es cortado dos días más tarde. El 4 de noviembre se hace oficial su ficha con los Delaware Blue Coats de la G League.
El 4 de febrero de 2023, es traspasado junto a los derechos de Justin Robinson y Raphiael Putney a Capitanes de Ciudad de México, a cambio de los derechos de Jahlil Okafor, Shabazz Napier, Bruno Caboclo, y Matt Mooney.
El 30 de marzo de 2023 firmó un contrato de 10 días con los Portland Trail Blazers, con los que disputó 6 encuentros, todos ellos como titular, promediando 15,3 puntos. El 1 de octubre renueva con los Blazers con un contrato dual. Pero el 6 de enero de 2024, es cortado por los Blazers, y firma, el 8 de enero, un contrato dual con Los Angeles Lakers.
El 25 de septiembre de 2024 fichó por los Minnesota Timberwolves, pero fue despedido el 15 de octubre, sin llegar a debutar. Al día siguiente fichó por el Fenerbahçe turco.
El 31 de julio de 2025 fichó por el KK Budućnost Podgorica de la ABA Liga.

## Estadísticas de su carrera en la NBA

### Temporada regular
| Año     | Equipo      | PJ  | PT | MPP  | %TC  | %3P  | %TL  | RPP | APP | ROB | TPP | PPP  |
| ------- | ----------- | --- | -- | ---- | ---- | ---- | ---- | --- | --- | --- | --- | ---- |
| 2020-21 | Atlanta     | 33  | 0  | 8.2  | .449 | .350 | .880 | 1.1 | .9  | .4  | .1  | 3.8  |
| 2021-22 | Atlanta     | 28  | 5  | 7.9  | .500 | .320 | .889 | .9  | .6  | .3  | .0  | 2.9  |
| 2022-23 | Portland    | 6   | 6  | 31.5 | .500 | .462 | .923 | 3.2 | 8.3 | 1.0 | .2  | 15.3 |
| 2023-24 | Portland    | 21  | 5  | 17.0 | .384 | .286 | .765 | 1.8 | 3.6 | .7  | .1  | 6.3  |
| 2023-24 | Los Angeles | 17  | 0  | 4.5  | .476 | .400 | —    | .4  | .6  | .4  | .1  | 1.3  |
| Total   | Total       | 105 | 16 | 10.6 | .445 | .345 | .859 | 1.2 | 1.7 | .5  | .1  | 4.3  |

### Playoffs
| Año   | Equipo  | PJ | PT | MPP | %TC   | %3P | %TL | RPP | APP | ROB | TPP | PPP |
| ----- | ------- | -- | -- | --- | ----- | --- | --- | --- | --- | --- | --- | --- |
| 2021  | Atlanta | 7  | 0  | 2.4 | .800  | —   | —   | .3  | .1  | .3  | .0  | 1.1 |
| 2022  | Atlanta | 2  | 0  | 4.6 | 1.000 | —   | —   | .5  | .5  | .1  | .0  | 1.0 |
| Total | Total   | 7  | 0  | 2.9 | .833  | —   | —   | .3  | .2  | .2  | .0  | 1.1 |